# Tetrassomia
A tetrassomia ( 2n + 2 ) é um tipo de aneuploidia hiperdiplóide onde um cromossomo é quatro vezes representado, enquanto todos os outros são representados em número normal (ou seja, duas vezes).
Um exemplo dessa anomalia é a Tetrassomia do X ou Síndrome XXXX, desordem causada pela presença de quatro cromossomos X. Ocorre apenas em indivíduos ovarianos.